# The Changing Woman
The Changing Woman er en amerikansk stumfilm fra 1918 af David Smith.

## Medvirkende
- Hedda Nova som Nina Girard
- J. Frank Glendon som Johnny Armstrong
- Otto Lederer som Guzman Blanco
- George Kunkel